# Тунель через Шпрее
«Тунель через Шпрее» — літературне товариство XIX століття в Берліні, засноване під назвою «Берлінське недільне об'єднання» 3 грудня 1827 року.
Засновниками літературного товариства виступили письменник і сатирик Моріц Готліб Сафір і актори придворного театру Фрідріх Вільгельм Лем і Луї Шнайдер. Незадовго до цього Юліус Едуард Гітциг відмовив Сафіру у членстві в «Новому товаристві по середах», і той, можливо, вирішив створити йому контрполюс, за влучним висловом Теодора Фонтані, власну «лейб-гвардію». Іронічна назва «Тунель через Шпрее» натякала на той факт, що тунелю під річкою Шпрее в Берліні поки ще не було. Одночасно в назві літературного товариства пародіювали будівництво тунелю під Темзою, розпочате в 1828 році Марком Ізамбаром та Ізамбаром Кіндом Брунелями та заморожене через сім років через фінансові проблеми.